# Aquarium de Melbourne

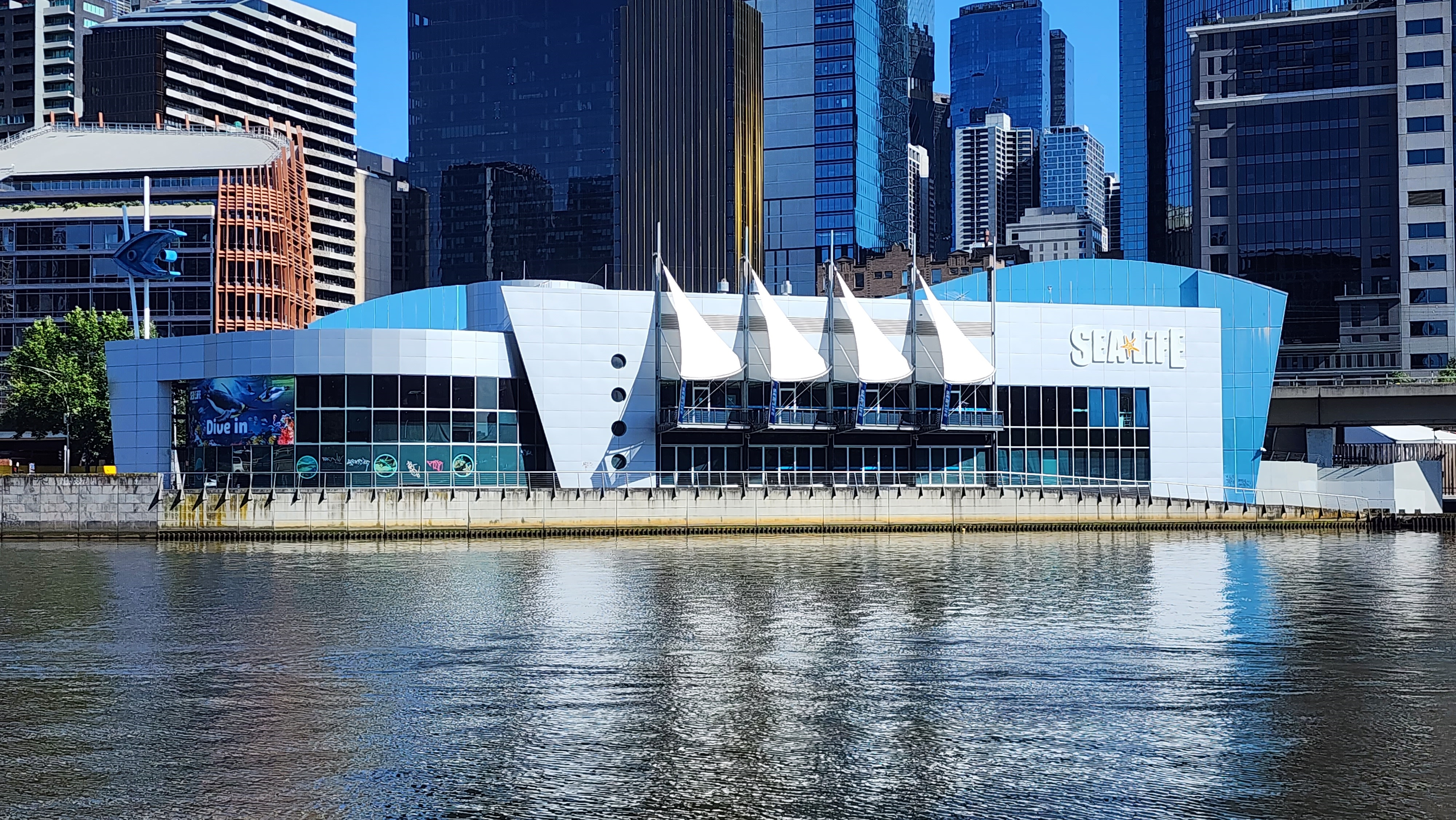
L'aquarium de Melbourne au bord de la Yarra River.

L'aquarium de Melbourne est un aquarium public des océans du Sud et de l'Antarctique qui se trouve au centre de Melbourne, en Australie. Il est situé dans le delta de la rivière Yarra, entre le pont Flinder Street Viaduc et le pont King Street Bridge.

## Histoire

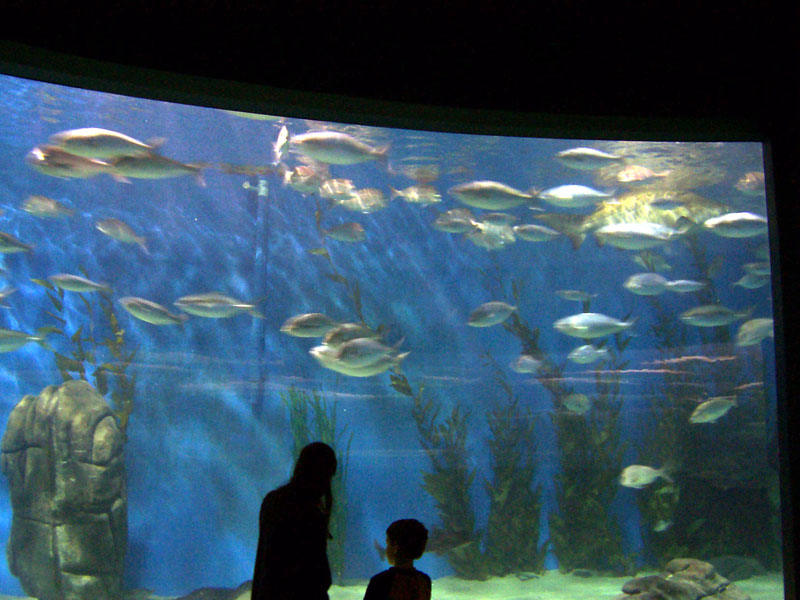
L'oceanarium

Construit entre février 1998 et Décembre 1999, il a ouvert en janvier 2000.Le bâtiment, dessiné par le bureau d'architecte Peddle Thorp ressemble à un bateau amarré au bord de la rivière Yarra.
Le fond du bâtiment est placé 20 mètres en dessous du niveau du sol et contient un oceanarium, qui offre au visiteur une vue panoramique sur les animaux aquatiques.
Peu après son ouverture, l'aquarium a dû être fermé à cause d'une infection de légionellose qui a causé 2 morts et plus de 60 malades parmi des visiteurs qui étaient venus entre le 11 et le 27 avril 2000. La décontamination a commencé en mai 2000, et terminé en février 2004.
L'aquarium de Melbourne est actuellement en transformation. Il va être étendu en direction de la rivière Yarra, et de la rue Flinder Street, une nouvelle entrée va être construite dans l'angle de la rue Flinder Street et de la rue King Street. Le nouveau secteur sera le premier site en Australie qui expose des Manchots royal de l'Antarctique et des manchots papous, ainsi que de nombreux poissons de l'Antarctique.
Ce secteur sera rempli avec de la neige et de la glace, pour simuler les véritables conditions de vie en Antarctique. Les manchots proviennent de l'aquarium Kelly Tarlton's Underwater World, en Nouvelle-Zélande. Le secteur a ouvert ses portes durant la deuxième moitié de l'année 2008.

## Détails
Un parcours fléché permet la visite des quatre étages de l'exposition.

### Premier étage

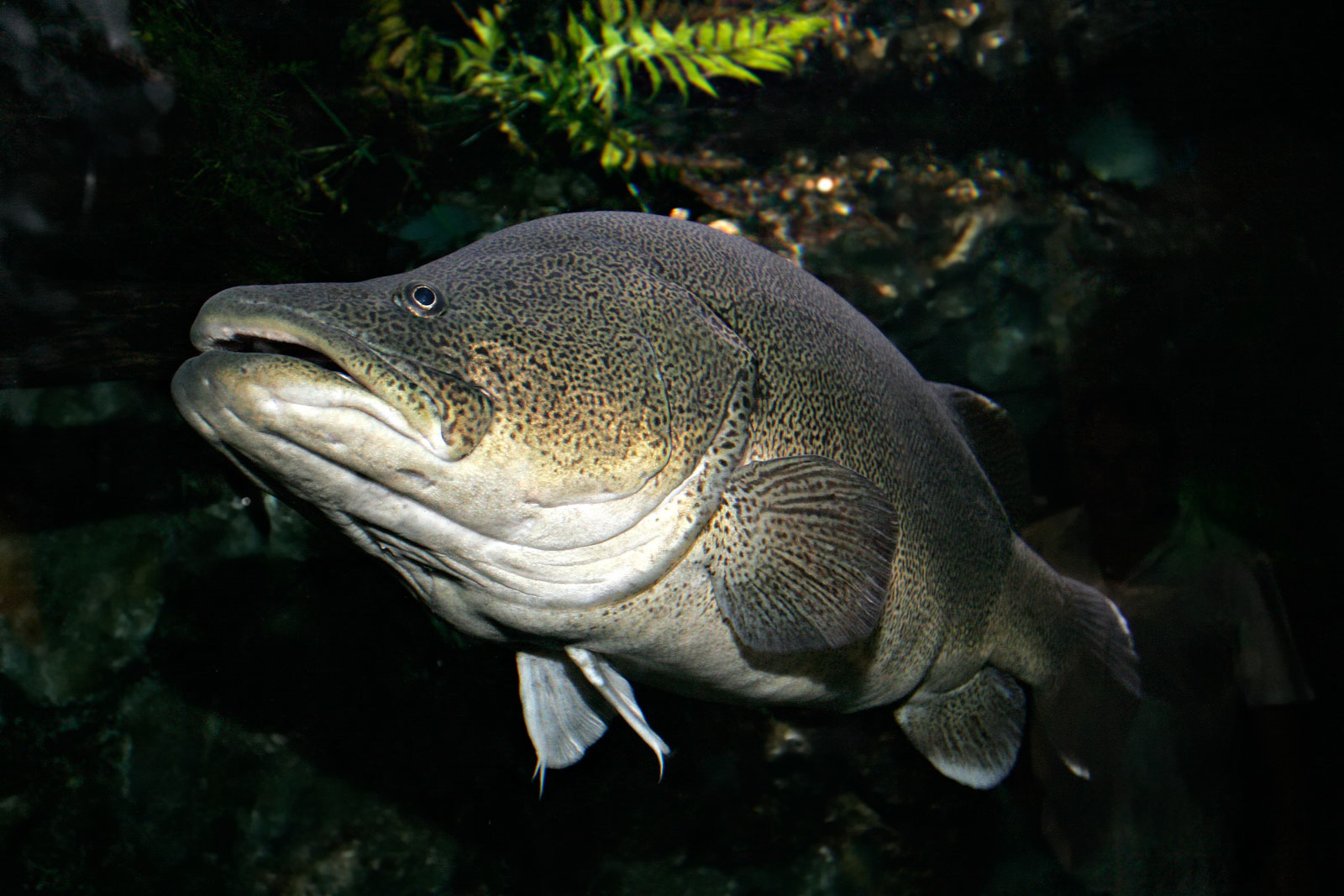
Morue de Murray

- une grotte, dans laquelle on peut observer une morue de Murray.
- un étang
- un récif
- de la mangrove
- un café

### Rez
- les écosystèmes des chutes d'eau et de la mer. avec des crabes géants et des dragons de mer.
- un atoll avec un récif de corail
- des méduses
- un crabe géant du Japon
- un café Moorings coffee
- un magasin Aquarium Shop

### Premier sous-sol
- une exposition de céphalopodes, tels que pieuvres, calmars ou seiches.
- un jardin d'enfants

### Deuxième sous-sol

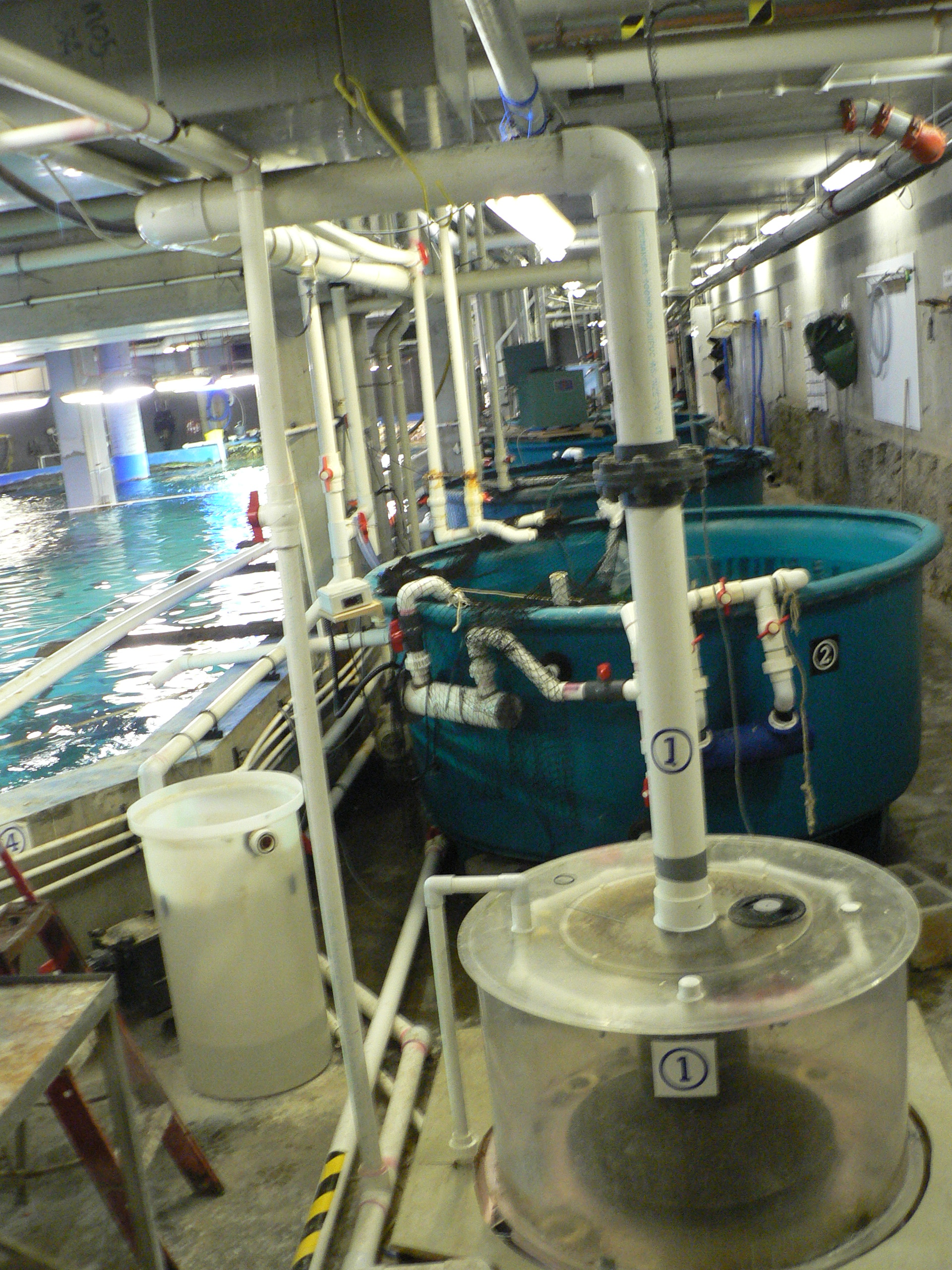
bassins d'élevage

- l'élevage de conservation des requins, sponsorisé par le groupe industriel BHP Billiton, ainsi qu'un élevage d'alevins.
- l'océanarium
- un grand bocal à poissons.
- Le théâtre de l'océan Ocean Theater

Au cours de la visite, les visiteurs pourront observer des crabes fer-à-cheval, ainsi que des scorpions et des tarentules dans les deux grottes, ainsi que des méduses des mers d'Australie.
Le thème de l'aquarium est Les mers du Sud, il y a cependant des exceptions, telles que la muraille de corail, l'exposition de mangrove, l'étang et le récif.
Cet aquarium est surtout connu pour son attraction principale qui sont des requins taureaux et des requins plat-nez placés dans un grand bocal, et accompagné d'autres petits poissons.

## Sauvegarde et conservation des espèces
- Le requin taureau
  - L'aquarium de Melbourne est impliqué dans un programme d'élevage du requin taureau destiné à sauver cette espèce en voie de disparition, espèce qui a d'ailleurs déjà disparu dans l'État du Victoria, où se trouve l'aquarium. L'aquarium de Melbourne a actuellement trois requin-taureau, sur lesquels ils pratiquent la fécondation in vitro. Le 11 novembre 2008 l'aquarium a organisé une petite fête à l'occasion du 10e anniversaire du requin-taureau nommé Georgie.
- Les tortues marines.
  - L'aquarium réhabilite des tortues marines qui se sont perdues dans les mers au large de l'État du Victoria, des eaux trop froides pour qu'elles survivent. Elles sont hébergées dans les bassins de l'Aquarium de Melbourne, ou elles se remettent en forme, puis elles sont déposées dans les mers au large du Queensland, au Nord de l'Australie, ou l'eau est plus chaude.
- Les Serpents de mer
  - L'Aquarium de Melbourne est le premier aquarium qui héberge un serpent de mer portant. Il pouvait être observé dans l'exposition de l'atoll. Il a été déplacé dans les coulisses de l'aquarium, et est sous surveillance vidéo 24 heures sur 24, dans l'espoir de pouvoir pour la première fois filmer la naissance d'un serpent de mer.

## Attractions passées et présentes

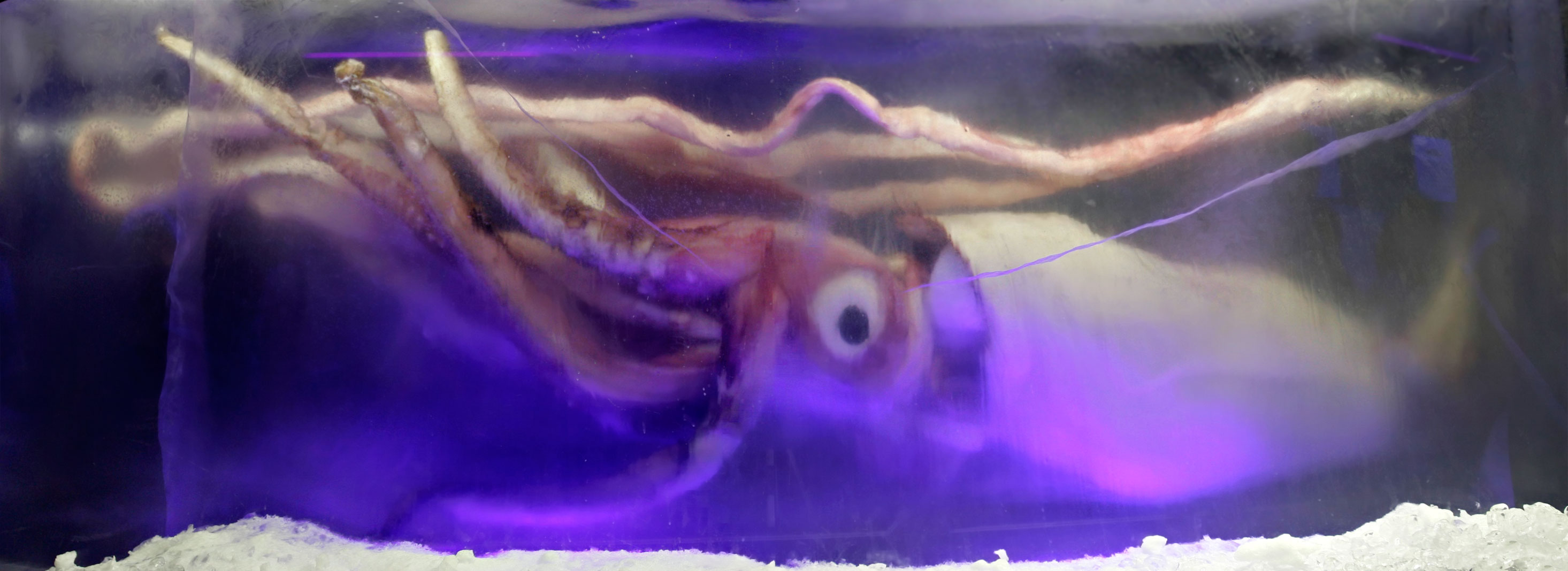
Calmar géant

L'exposition actuelle montre divers animaux rampants tels que les Lophiiformes, un crabe géant du Japon des méduses, des sangsues, des crabe fer-à-cheval, des scorpions et des tarentules.
L'Aquarium de Melbourne présentait un calmar géant (pas vivant - congelé). Celui-ci a été déplacé vers l'aquarium Kelly Tarlton's Underwater World, en Nouvelle-Zélande. leur site Internet dit ceci: "Le Calmar de 7 mètres est congelé dans le plus grand bloc de glace jamais fabriqué par l'homme et est exposé dans le cadre de l'exposition des monstres des profondeurs.

## Propriété
L'aquarium de Melbourne est la propriété du MFS Living & Leisure Group (un titre groupé du Australian Securities Exchange et du New Zealand Exchange Limited).
Les actionnaires principaux de l'Aquarium de Melbourne sont ANZ Nominees Limited, National Nominees Limited, HSBC Custody Nominees (Australia) Limited, Grollo International Pty Ltd et MFS Financial Services Limited.